# Liste des grands maîtres de la Grande loge d'Orange du Canada
Liste des grands maîtres de la Grande loge d'Orange du Canada. Les personnes suivantes ont exercé la fonction de grand maître de la Grande loge d'Orange du Canada :
| Nom                      | Portrait | Mandat    |
| ------------------------ | -------- | --------- |
| Ogle Robert Gowan        |          | 1830-1846 |
| George Benjamin          |          | 1846-1853 |
| Ogle Robert Gowan        |          | 1853      |
| George Whitehead         |          | 1854      |
| Ogle Robert Gowan        |          | 1854      |
| John Flanagan            |          | 1855      |
| Ogle Robert Gowan        |          | 1855      |
| George Lyttleton Allen   |          | 1856-1859 |
| John Hillyard Cameron    |          | 1859-1870 |
| Mackenzie Bowell         |          | 1870-1878 |
| Henry Merrick            |          | 1878-1884 |
| W. Parkhill              |          | 1884-1887 |
| Nathaniel Clarke Wallace |          | 1887-1902 |
| Thomas Simpson Sproule   |          | 1902-1911 |
| J. H. Scott              |          | 1911-1914 |
| D. D. Ellis              |          | 1914-1918 |
| H. C. Hocken             |          | 1918-1922 |
| W. D. McPherson          |          | 1922-1924 |
| J. Edwards               |          | 1924-1928 |
| John Easton              |          | 1928-1930 |
| T. Ashmore Kidd          |          | 1930-1933 |
| J. S. Tait               |          | 1933-1937 |
| R. Squires               |          | 1937-1940 |
| T. Ashmore Kidd          |          | 1940-1947 |
| R. Hardy Small           |          | 1947-1951 |
| J. E. Claney             |          | 1951-1954 |
| W. C. V. Martin          |          | 1954-1957 |
| Leslie H. Saunders       |          | 1957-1960 |
| H. E. Ashmore            |          | 1960-1962 |
| George Warren            |          | 1962-1965 |
| C. W. Smith              |          | 1965-1969 |
| C. S. Moffatt            |          | 1969-1974 |
| T. R. Reside             |          | 1974-1978 |
| Jackie D. Phillips       |          | 1978-1981 |
| Harold Stubbs            |          | 1981-1984 |
| John Crane               |          | 1984-1987 |
| Eldon Brownlee           |          | 1987-1990 |
| H. Ovas Wagg             |          | 1990-1993 |
| Dominic DiStasi          |          | 1993-1996 |
| Gerald Budden            |          | 1996-1999 |
| David Griffin            |          | 1999-2002 |
| William Johnston         |          | 2002-2006 |
| Harry Thompson           |          | 2006-2010 |